# ديفيد كاربنتر (لاعب كرة قاعدة أمريكي)
ديفيد كاربنتر (بالإنجليزية: David Carpenter)‏ هو لاعب كرة قاعدة أمريكي، ولد في 1 سبتمبر 1987 في أرلينغتون في الولايات المتحدة.

## وصلات خارجية
- ديفيد كاربنتر (لاعب كرة قاعدة أمريكي) على موقع دوري كرة القاعدة الرئيسي (الإنجليزية)
- ديفيد كاربنتر (لاعب كرة قاعدة أمريكي) على موقعبيزبول رفرنس.كوم (الدوري الرئيسي) (الإنجليزية)
- ديفيد كاربنتر (لاعب كرة قاعدة أمريكي) على موقعبيزبول رفرنس.كوم (الدوري الثانوي) (الإنجليزية)
- ديفيد كاربنتر (لاعب كرة قاعدة أمريكي) على موقع إي إس بي إن.كوم (أم.أل.بي) (الإنجليزية)
- ديفيد كاربنتر (لاعب كرة قاعدة أمريكي) على موقع مشجعي الرسوم البيانية (الإنجليزية)